# Arena Deportiva de Budapest László Papp
La Arena Deportiva de Budapest László Papp (en húngaro: Papp László Budapest Sportaréna), también conocida como  'Budapest Sports Arena'  o localmente solo  'Arena'  es un interior multiusos arena en Budapest (Hungría). Es el complejo deportivo más grande del país y lleva el nombre del boxeador húngaro László Papp. El lugar puede albergar hasta 12 500 personas en su configuración de concierto más grande, hasta 11 390 para boxeo y 9,479 para hockey sobre hielo. Fue construido como un reemplazo para el Polideportivo de Budapest (en húngaro: Budapest Sportcsarnok, o  BS  para abreviar) que estaba en el mismo lugar y fue destruido en un incendio en diciembre de 1999. Una estación de autobuses de larga distancia se encuentra debajo del edificio.

## Historia

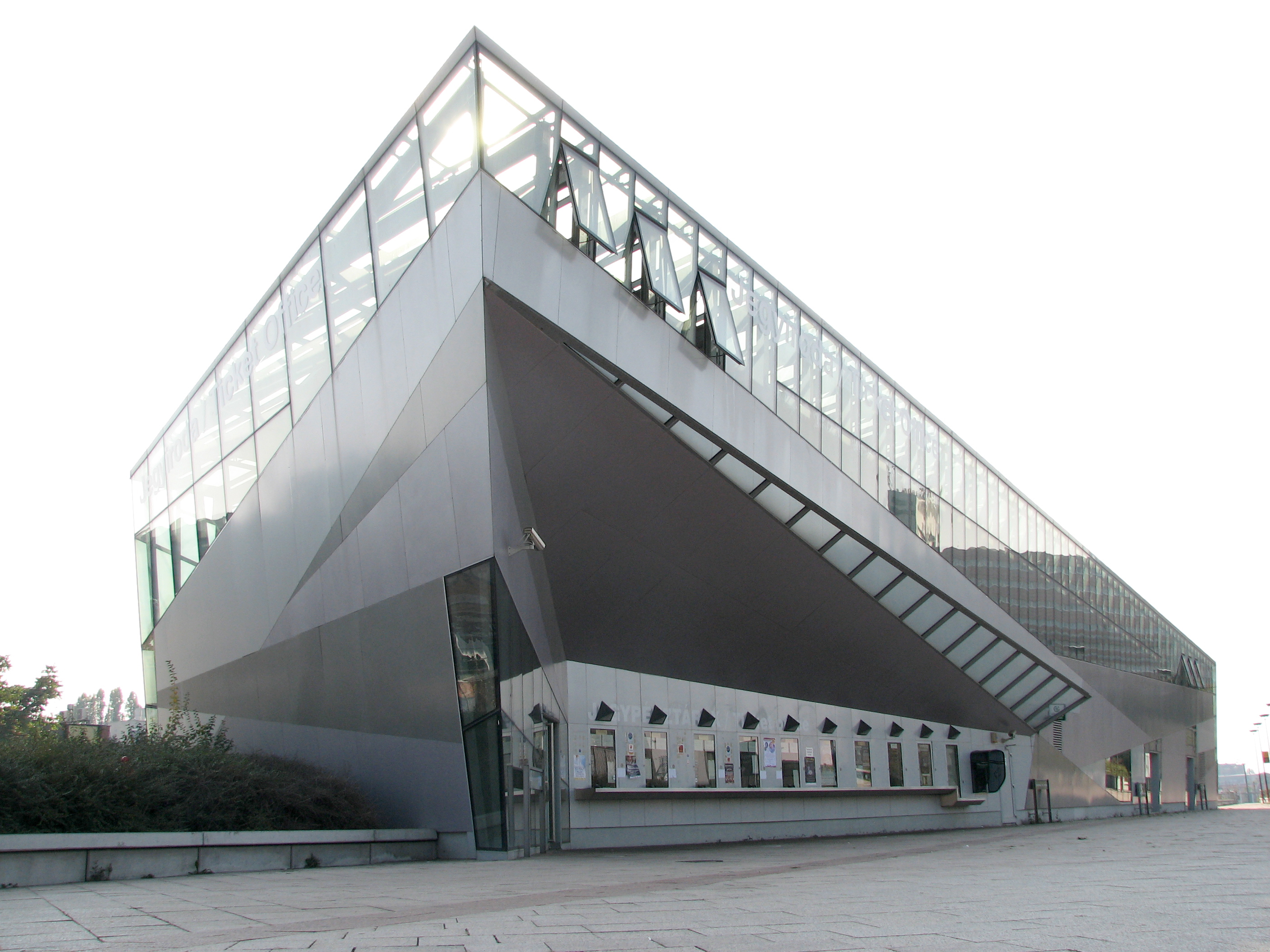
La pista principal del Arena

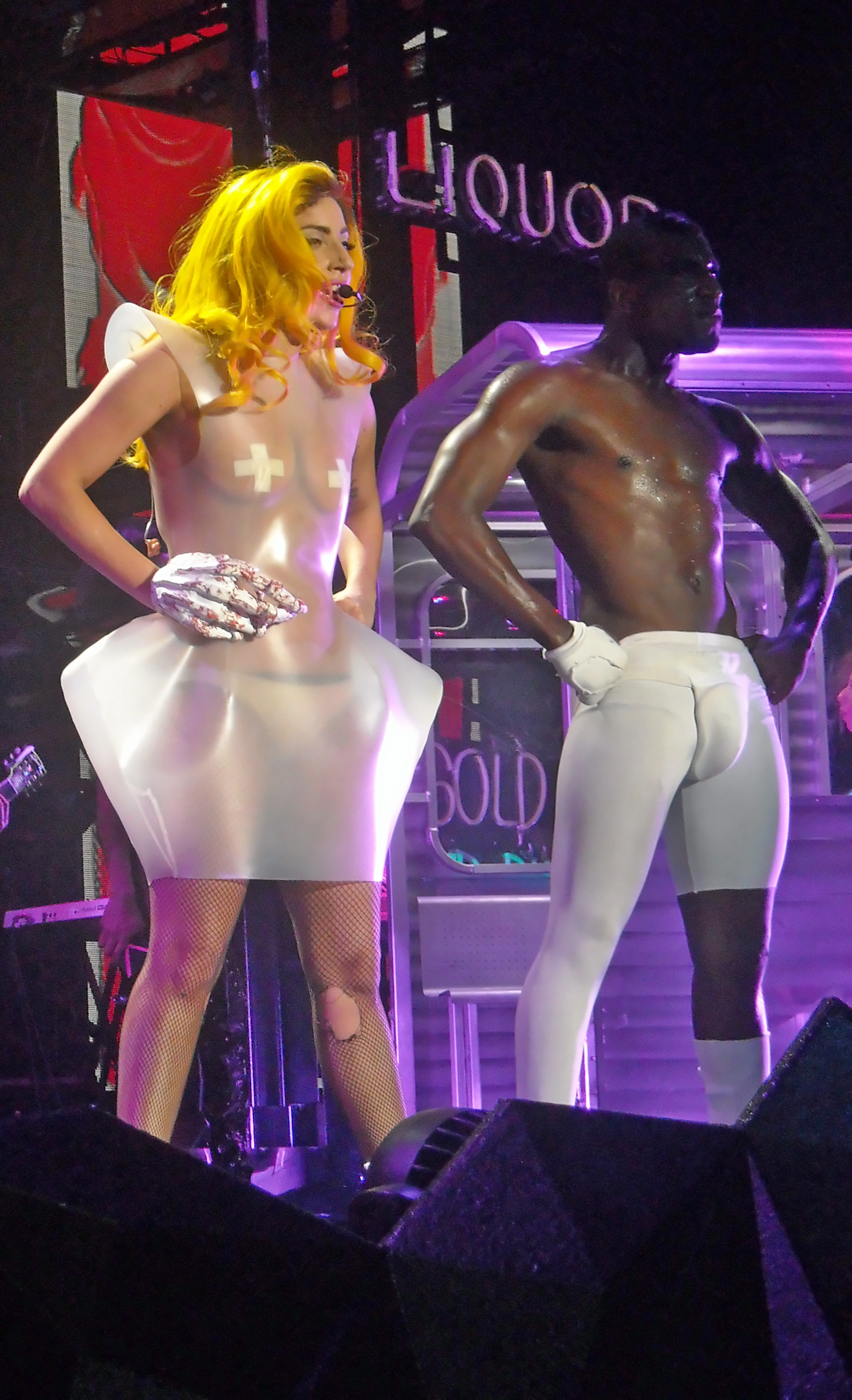
Lady Gaga durante un concierto en la Arena Deportiva de Budapest László Papp (7 de noviembre de 2010)

La construcción de la arena comenzó el 30 de junio de 2001, después de que el Budapest Sportcsarnok original, construido en 1982, se incendiara el 15 de diciembre de 1999. El pabellón deportivo se terminó dentro de un año y medio y se celebró la ceremonia de inauguración. el 13 de marzo de 2003. Desde el 28 de mayo de 2004, el estadio lleva el nombre del gran boxeador húngaro László Papp y se conoce oficialmente como "Papp László Budapest Sports Arena".
El edificio tiene un peso total de 200 000 toneladas y contiene 50 000 toneladas de concreto, 2300 toneladas de estructura de acero, más de 11 000 000 pasos y varios kilómetros de cable. La plaza multifuncional de última generación es capaz de albergar casi todo tipo de eventos deportivos, como juegos de pelota, competiciones de gimnasia, partidos de hockey sobre hielo y eventos de atletismo, además de eventos deportivos espectaculares y extremos como motocross, motos de agua o competiciones de surf.
La arena también tiene un papel principal en el negocio del entretenimiento con la bienvenida regular de las grandes estrellas internacionales de la industria de la música, así como espectáculos de danza, óperas, dramas, artes circenses, musicales y una variedad de otros eventos especiales.
El primer gran evento internacional celebrado en la arena fue la División I del Campeonato Mundial IIHF 2003, en la cual los anfitriones terminaron terceros. El año próximo, el Campeonato Mundial de Atletismo en Pista Cubierta de 2004 se organizó en la sala entre el 5 y el 7 de marzo, seguido de las rondas finales y los partidos de colocación del Campeonato Europeo de Balonmano Femenino de 2004 en diciembre. Un año después, el Budapest Sports Arena fue sede del Campeonato Mundial de Lucha de 2005.
En 2007, la Federación Húngara de Hockey sobre Hielo celebró su 80 aniversario con un partido amistoso contra Suecia, campeona olímpica y mundial, que jugó en la arena. En una batalla muy reñida, Hungría finalmente triunfó 2-1 en tiempo extra contra los escandinavos para deleite de sus 8000 fanáticos.
A partir de 2008, cada año en el Budapest Sports Arena tiene lugar el Tennis Classics, un torneo de tenis de exhibición con la participación de ases de tenis antiguos y actuales. Durante los años, Budapest dio la bienvenida a jugadores como Stefan Edberg, Mats Wilander, Ivan Lendl o Thomas Muster y estrellas reinantes, como Robin Söderling y Tomáš Berdych.
Entre el 17 y el 23 de abril de 2011, fue la arena de 2011 IIHF World Championship Division I. El evento recibió una atención especial por parte de los fanáticos durante toda la semana y el número de 8700 espectadores que asistieron al decisivo partido de la última ronda entre Hungría e Italia es casi igual a las cifras producidas por la final de la división del Campeonato Mundial, que se celebró una semana después. en Bratislava, Eslovaquia.
Tras la decisión del Comité Ejecutivo de la Federación Europea de Balonmano, los derechos de organización del Campeonato Europeo de Balonmano Femenino de 2014 se otorgaron a Croacia y Hungría. El Budapest Sports Arena fue el anfitrión de la etapa concluyente del torneo, incluidas las semifinales, el partido por la medalla de bronce y la final.
La Final Four de EHF Champions League femenina se lleva a cabo anualmente en la arena desde 2014.
Además, fue sede para el Campeonato Europeo de Voleibol Femenino de 2019.